# Лоренцо Миноти
Лоренцо Миноти (итал. Lorenzo Minotti; 8. фебруар 1967, Чезена) бивши је италијански фудбалер.

## Каријера
Поникао је у млађим категоријама Чезене. За први тим Чезене је дебитовао 1985. године, где је провео две сезоне, играјући на 14 првенствених утакмица.
Од 1987. године прешао је у тим Парме. Играо је за тим из Парме наредних девет сезона. Већину времена је био стандардни првотимац. Освојио је трофеј победника Купа Италије, освојио је Куп победника купова 1992/93. и Куп УЕФА у сезони 1994/95.
Касније је играо за Каљари и Торино, у периоду од 1996. до 2000. године.
Фудбалску каријеру завршио је у Тревизу, за који је играо током 2000 и 2001. године.
Године 1994. дебитовао је за репрезентацију Италије. Одиграо је 8 утакмица за репрезентацију. Био је учесник Светског првенства у Сједињеним Државама 1994. године, када је са екипом освојио сребро.

## Успеси

### Клуб
Парма
- Куп Италије: 1991/92.
- Куп победника купова: 1992/93.
- УЕФА суперкуп: 1993.
- Куп УЕФА: 1994/95.

### Репрезентација
Италија
- Светско првенство: финале 1994.